# Cuarteto Belcea
El Cuarteto Belcea es un cuarteto de cuerda , formado en 1994, bajo la liderazgo de la violinista rumana Corina Belcea.
El Belcea es el Cuarteto en Residencia en la Guildhall School of Music and Drama de Londres, y, desde el principio de la temporada 2010/11 conjunto en Residencia en el Konzerthaus de Viena, puesto que comparte con el Cuarteto Artemis.

## Carrera
El cuarteto se formó cuando la violinista Corina Belcea, de origen rumano, invitó a un grupo compañeros del Royal College of Music, para que se unieran a ella en un recital, en 1994. Desde ese año, el grupo ganó el primer premio en los Concursos de Osaka y el Concurso internacional para cuartetos de cuerdas de Burdeos. Además, el Belcea fue designado cuarteto residente del prestigioso Wigmore Hall de Londres.
El diario The Guardian calificó al grupo como El mejor de la nueva generación de grupos de cuerda de Inglaterra.
Desde entonces actúan regularmente en salas internacionales como la Laeiszhalle de Hamburgo, el Concertgebouw de Ámsterdam, el Palais des Beaux Arts de Bruselas, la Victoria Hall de Ginebra, la Fundação Calouste Gulbenkian de Lisboa, la Konzerthuset de Estocolmo, el Carnegie Hall y el Alice Tully Hall de Nueva York, la Sala Verdi de Milán y el Théatre du Châtelet de París, así como en los festivales más importantes.
El Cuarteto Belcea ha estrenado en 2016 en el Wigmore Hall de Londres y en la Sala de Cámara del Auditorio Nacional de Música de Madrid el Cuarteto nº 4 coencargado al compositor Krzysztof Penderecki por el Centro Nacional de Difusión Musical de España junto al Wigmore Hall de Londres (con el apoyo de André Hoffmann, presidente de la Fundación Hoffmann, Suiza), Flagey de Bruselas, el Mickiewicz Institut de Varsovia y con el apoyo del Belcea Charitable Trust.

## Repertorio y estilo
Entre su repertorio se pueden citar los últimos cuartetos y el quinteto La trucha de Schubert, algunos Quintetos de Brahms, los Cuartetos de Beethoven, el Quinteto de Shostakóvich, el Quinteto de Dvořák, Las siete últimas palabras de Cristo de Haydn, Metamorfosis de R. Strauss, La Bonne Chanson de Fauré, el Cuarteto de las disonancias y el Cuarteto Hoffmeister de Mozart y todos los Cuartetos de Britten y de Bartók, entre otras grandes obras.
Cuarteto Belcea ha completado en 2014 su integral de los cuartetos de Beethoven. Las grabaciones son el resultado, el testimonio fonográfico, de la profunda inmersión beethoveniana realizada por el cuarteto durante la temporada 2011-2012, cuando programaron en vivo el ciclo completo a su paso por varias ciudades europeas. Para esta edición el cuarteto ha utilizado tomas de interpretaciones ofrecidas en el Britten Studio de Aldeburgh.
Para los miembros del cuarteto, Beethoven conduce al intérprete a un cuestionamiento radical de su existencia y de su experiencia del mundo descubriendo la dimensión trascendental, espiritual, humana, de su música. 
Con un sonido abrupto, contundente, que no teme la saturación, la aspereza o la inflación sonora, expresado con ímpetu y determinación, hacen una interpretación beethoveniana urgente que conduce, con la misma inexorable fuerza hacia la luz y hacia las tinieblas contenidas en estas complejas partituras, quizás las más personales del compositor.
Los Belcea brillan en estas obras por la pureza de su tono y por la exaltada expresividad de su ejecución, por la enorme convicción con la que traducen cada página y por la fantasía tímbrica que emerge de sus instrumentos. Todo se desarrolla con inexorable ímpetu, con una intensidad en la que cada frase cobra sentido y relevancia: la amargura del registro alto, la pesadumbre del bajo, la doliente profundidad de los ostinato, la belleza grave de las notas largamente tenidas, la reflexión desgarradora de los tiempos lentos.
Corina Belcea comenta al respecto: "Nos planteamos estas grabaciones con mucho respeto y capacidad de sacrificio. Si cada uno de sus cuartetos supone en sí mismo un reto, la integral equivale a la conquista del Everest. No sólo por el desafío técnico, también por el logístico, pues antes de grabarla hicimos varios ciclos de conciertos sin apenas descanso. Fue emocionante y al mismo tiempo agotador. Pero nos permitió entender bien el trasfondo emocional de cada partitura, desde los cuartetos más tiernos, delicados y frágiles, algunos de los cuales parecen deshacerse en tus manos, hasta los más temperamentales, vehementes y desesperados. Grabarlos fue como apropiarnos de un pedacito de alma de Beethoven."

## Miembros actuales
- Corina Belcea-Fisher, violín
- Axel Schacher, violín
- Krzysztof Chorzelski, viola
- Antoine Lederlin, chelo

## Miembros anteriores
- Alasdair Tait, chelo
- Laura Samuel, violín
- Matthew Talty, chelo

## Grabaciones
Lista parcial de registros:
- Debussy, Dutilleux, Ravel - Cuartetos de Cuerda, 2001
- Schubert - Cuartetos de cuerda, 2002[6]
- Brahms - Cuartetos de cuerda, 2004[7]
- Britten - Cuartetos de cuerda, 2005[8]
- Schubert - Quinteto La trucha (con el pianista Thomas Adès), 2005[9]
- Mozart - Cuartetos de Cuerda, 2006
- Béla Bartók - Cuartetos de Cuerda completos, 2008
- Franz Schubert - Quinteto de Cuerda (con Valentin Erben), Cuarteto en G, Cuarteto en D menor, 2009
- Beethoven - Cuartetos de Cuerda Completos, 2014

## Críticas de conciertos seleccionados
- Tim Ashley, "Belcea/ Bostridge/ Adès". The Guardian, 7 de diciembre de 2001.
- Ivan Hewett, "Poise and personality". Telegraph, 9 de julio de 2002.
- Tom Service, "Bostridge/ Drake/ Belcea Quartet". The Guardian, 19 de agosto de 2002.
- Geoffrey Norris, "Quest for the new". Telegraph, 31 de octubre de 2002.
- Geoffrey Norris, "Profundity and vision". Telegraph, 4 de marzo de 2003.
- David Fanning, "Aldeburgh Festival: precision of a madman". Telegraph, 24 de junio de 2003.
- Andrew Clements, "The Turn of the Screw". The Guardian, 20 de julio de 2004.
- Tom Service, "Belcea Quartet/Kildea". The Guardian, 1 de noviembre de 2004.
- Erica Jeal, "Janacek at 150". The Guardian, 16 de diciembre de 2004.
- Rian Evans, "An Evening in Buenos Aires" (review from Bath Festival). The Guardian, 7 de junio de 2005.
- George Hall, review of June 2005 Wigmore Hall concert. The Guardian, 22 de junio de 2005.
- Geoffrey Norris, "Four strings weave a taut web". Telegraph, 5 de junio de 2006.
- Geoffrey Norris, "Apt tribute to Britten's originality". Telegraph, 5 de diciembre de 2006.

- Datos: Q4882040